# Barbus stigmatopygus
Barbus stigmatopygus es una especie de peces de la familia de los Cyprinidae en el orden de los Cypriniformes.

## Morfología
Los machos pueden llegar alcanzar los 10 cm de longitud total.

## Hábitat
Es un pez de agua dulce.

## Distribución geográfica
Se encuentra en el río Nilo, en el  Níger y los ríos de Guinea-Bissau. 